# Canton du Nord-Gironde
Le canton du Nord-Gironde est une circonscription électorale française du département de la Gironde.

## Histoire
Un nouveau découpage territorial de la Gironde entre en vigueur à l'occasion des premières élections départementales suivant le décret du 20 février 2014. Les conseillers départementaux sont, à compter de ces élections, élus au scrutin majoritaire binominal mixte. Les électeurs de chaque canton élisent au Conseil départemental, nouvelle appellation du Conseil général, deux membres de sexe différent, qui se présentent en binôme de candidats. Les conseillers départementaux sont élus pour 6 ans au scrutin binominal majoritaire à deux tours, l'accès au second tour nécessitant 12,5 % des inscrits au 1er tour. En outre la totalité des conseillers départementaux est renouvelée. Ce nouveau mode de scrutin nécessite un redécoupage des cantons dont le nombre est divisé par deux avec arrondi à l'unité impaire supérieure si ce nombre n'est pas entier impair, assorti de conditions de seuils minimaux. Dans la Gironde, le nombre de cantons passe ainsi de 63 à 33.
Le canton du Nord-Gironde est formé de communes des anciens cantons de Saint-André-de-Cubzac (10 communes), de Saint-Savin (16 communes) et de Fronsac (2 communes). Avec ce redécoupage administratif, le territoire du canton s'affranchit des limites d'arrondissements, avec 26 communes incluses dans l'arrondissement de Blaye et deux dans l'arrondissement de Libourne. Le bureau centralisateur est situé à Saint-André-de-Cubzac.

## Représentation
| Période élective | Période élective | Mandat | Mandat   | Identité        | Nuance | Nuance | Qualité |
| ---------------- | ---------------- | ------ | -------- | --------------- | ------ | ------ | --- |
| 2015             | 2021             | 2015   | 2021     | Célia Monseigne |        | PS     | maire de Saint-André-de-Cubzac |
| 2015             | 2021             | 2015   | 2021     | Alain Renard    |        | PS     | Maire de Saint-Savin Vice-président chargé de la Préservation de l'environnement, gestion des risques et des ressources, infrastructures routières Ancien conseiller général du Canton de Saint-Savin |
| 2021             | 2028             | 2021   | en cours | Florian Dumas   |        | PS     | Ingénieur territorial Maire de Civrac-de-Blaye |
| 2021             | 2028             | 2021   | en cours | Célia Monseigne |        | PS     | maire de Saint-André-de-Cubzac |

### Résultats détaillés

#### Élections de mars 2015
À l'issue du 1er tour des élections départementales de 2015, deux binômes sont en ballottage : Célia Monseigne et Alain Renard (PS, 34,79 %) et Olivier Guibert et Elisabeth Petit (FN, 32,54 %). Le taux de participation est de 50,84 % (16 596 votants sur 32 642 inscrits) contre 50,54 % au niveau départemental et 50,17 % au niveau national.
Au second tour, Célia Monseigne et Alain Renard (PS) sont élus avec 55,03 % des suffrages exprimés et un taux de participation de 51,12 % (8 371 voix pour 16 789 votants et 32 842 inscrits).

#### Élections de juin 2021
Le premier tour des élections départementales de 2021 est marqué par un très faible taux de participation (33,26 % au niveau national). Dans le canton du Nord-Gironde, ce taux de participation est de 32,69 % (11 889 votants sur 36 365 inscrits) contre 33,41 % au niveau départemental. À l'issue de ce premier tour, deux binômes sont en ballottage : Florian Dumas et Célia Monseigne (PS, 55,67 %) et Edwige Diaz et Alain Montangon (ED, 44,33 %).
Le second tour des élections est marqué une nouvelle fois par une abstention massive équivalente au premier tour. Les taux de participation sont de 34,36 % au niveau national, 33,6 % dans le département et 33,75 % dans le canton du Nord-Gironde. Florian Dumas et Célia Monseigne (PS) sont élus avec 55,95 % des suffrages exprimés (6 537 voix pour 12 277 votants et 36 373 inscrits),,.

## Composition
À sa création, le canton du Nord-Gironde comprend trente-trois communes entières.
À la suite de la fusion des communes d'Aubie-et-Espessas, Saint-Antoine et Salignac, le 1er janvier 2016, pour former la commune nouvelle de Val de Virvée, le canton comprend 26 communes. Ce changement est acté par un arrêté du 7 novembre 2019.
| Nom                                           | Code Insee | Intercommunalité         | Superficie (km2) | Population (dernière pop. légale) | Densité (hab./km2) | Modifier                                    |
| --------------------------------------------- | ---------- | ------------------------ | ---------------- | --------------------------------- | ------------------ | ------------------------------------------- |
| Saint-André-de-Cubzac (bureau centralisateur) | 33366      | CC du Grand Cubzaguais   | 23,15            | 12 786 (2022)                     | 552                | modifier les données · modifier les données |
| Cavignac                                      | 33114      | CC Latitude Nord Gironde | 6,63             | 2 368 (2022)                      | 357                | modifier les données · modifier les données |
| Cézac                                         | 33123      | CC Latitude Nord Gironde | 19,16            | 2 740 (2022)                      | 143                | modifier les données · modifier les données |
| Civrac-de-Blaye                               | 33126      | CC Latitude Nord Gironde | 13,25            | 791 (2022)                        | 60                 | modifier les données · modifier les données |
| Cubnezais                                     | 33142      | CC Latitude Nord Gironde | 10,30            | 1 877 (2022)                      | 182                | modifier les données · modifier les données |
| Cubzac-les-Ponts                              | 33143      | CC du Grand Cubzaguais   | 8,92             | 2 637 (2022)                      | 296                | modifier les données · modifier les données |
| Donnezac                                      | 33151      | CC Latitude Nord Gironde | 35,75            | 929 (2022)                        | 26                 | modifier les données · modifier les données |
| Gauriaguet                                    | 33183      | CC du Grand Cubzaguais   | 5,37             | 1 537 (2022)                      | 286                | modifier les données · modifier les données |
| Générac                                       | 33184      | CC de Blaye              | 9,44             | 551 (2022)                        | 58                 | modifier les données · modifier les données |
| Laruscade                                     | 33233      | CC Latitude Nord Gironde | 46,76            | 2 808 (2022)                      | 60                 | modifier les données · modifier les données |
| Marcenais                                     | 33266      | CC Latitude Nord Gironde | 9,04             | 839 (2022)                        | 93                 | modifier les données · modifier les données |
| Marsas                                        | 33272      | CC Latitude Nord Gironde | 8,13             | 1 237 (2022)                      | 152                | modifier les données · modifier les données |
| Périssac                                      | 33317      | CC du Fronsadais         | 12,16            | 1 185 (2022)                      | 97                 | modifier les données · modifier les données |
| Peujard                                       | 33321      | CC du Grand Cubzaguais   | 10,98            | 2 191 (2022)                      | 200                | modifier les données · modifier les données |
| Saint-Christoly-de-Blaye                      | 33382      | CC de Blaye              | 28,06            | 1 889 (2022)                      | 67                 | modifier les données · modifier les données |
| Saint-Genès-de-Fronsac                        | 33407      | CC du Fronsadais         | 6,96             | 970 (2022)                        | 139                | modifier les données · modifier les données |
| Saint-Gervais                                 | 33415      | CC du Grand Cubzaguais   | 5,58             | 1 981 (2022)                      | 355                | modifier les données · modifier les données |
| Saint-Girons-d'Aiguevives                     | 33416      | CC de Blaye              | 11,94            | 966 (2022)                        | 81                 | modifier les données · modifier les données |
| Saint-Laurent-d'Arce                          | 33425      | CC du Grand Cubzaguais   | 8,07             | 1 553 (2022)                      | 192                | modifier les données · modifier les données |
| Saint-Mariens                                 | 33439      | CC Latitude Nord Gironde | 12,00            | 1 637 (2022)                      | 136                | modifier les données · modifier les données |
| Saint-Savin                                   | 33473      | CC Latitude Nord Gironde | 33,87            | 3 468 (2022)                      | 102                | modifier les données · modifier les données |
| Saint-Vivien-de-Blaye                         | 33489      | CC Latitude Nord Gironde | 5,69             | 359 (2022)                        | 63                 | modifier les données · modifier les données |
| Saint-Yzan-de-Soudiac                         | 33492      | CC Latitude Nord Gironde | 11,14            | 2 577 (2022)                      | 231                | modifier les données · modifier les données |
| Saugon                                        | 33502      | CC de Blaye              | 15,50            | 499 (2022)                        | 32                 | modifier les données · modifier les données |
| Val de Virvée                                 | 33018      | CC du Grand Cubzaguais   | 20,79            | 3 744 (2022)                      | 180                | modifier les données · modifier les données |
| Virsac                                        | 33553      | CC du Grand Cubzaguais   | 3,60             | 1 283 (2022)                      | 356                | modifier les données · modifier les données |
| Canton du Nord-Gironde                        | 3320       |                          | 382,24           | 55 402 (2022)                     | 145                | modifier les données                        |

## Démographie
En 2022, le canton comptait 55 402 habitants, en évolution de +9,3 % par rapport à 2016 (Gironde : +6,91 %, France hors Mayotte : +2,11 %).
| 2013   | 2018   | 2022   |
| ------ | ------ | ------ |
| 48 441 | 52 439 | 55 402 |